# Danh sách sân bay tại México
Đây là danh sách sân bay tại México, được sắp xếp theo vị trí.
Danh sách này chỉ bao gồm các sân bay lớn hoặc sân bay quốc gia.

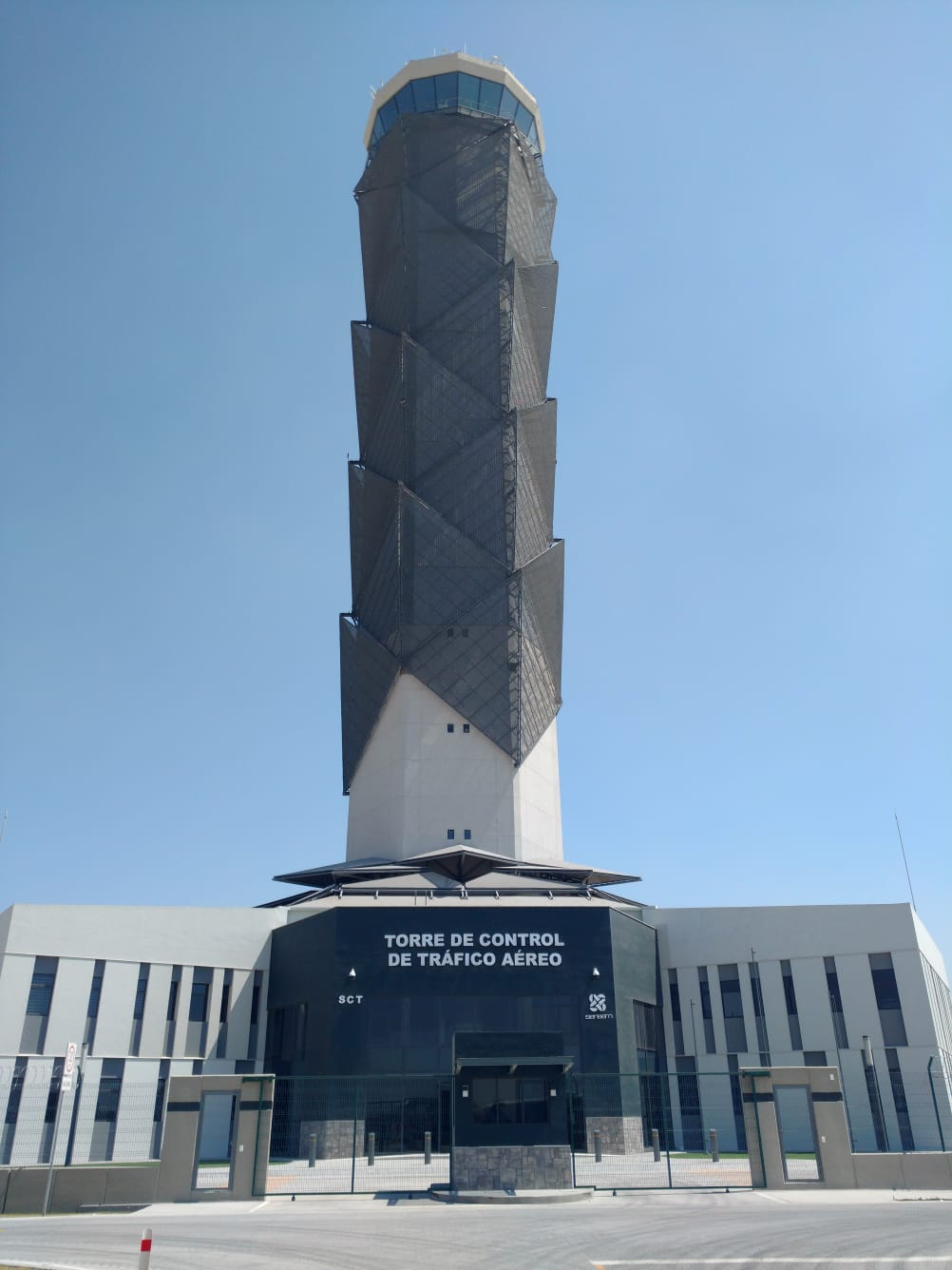
Sân bay quốc tế Felipe Ángele

## Sân bay
| Thành phố                  | Bang                | ICAO | IATA | Tên sân bay                                                |
| -------------------------- | ------------------- | ---- | ---- | ---------------------------------------------------------- |
| Acapulco                   | Guerrero            | MMAA | ACA  | Sân bay quốc tế General Juan N. Álvarez                    |
| Aguascalientes             | Aguascalientes      | MMAS | AGU  | Sân bay quốc tế Lic. Jesús Terán Peredo                    |
| Agualeguas                 | Nuevo León          | MMAL |      | Sân bay quốc gia Agualeguas                                |
| Álamos                     | Sonora              |      | XAL  | Sân bay quốc gia Álamos                                    |
| Apatzingán                 | Michoacán           | MMAG | AZG  | Sân bay quốc gia Pablo L Sidar                             |
| Atizapán de Zaragoza       | Bang México         | MMJC | AZP  | Sân bay quốc gia Jorge Jiménez Cantú                       |
| Cabo San Lucas             | Baja California Sur | MMSL |      | Sân bay quốc tế Cabo San Lucas                             |
| Campeche                   | Campeche            | MMCP | CPE  | Sân bay quốc tế Ing. Alberto Acuña Ongay                   |
| Cananea                    | Sonora              | MMCA | CNA  | Sân bay quốc gia Cananea                                   |
| Cancún                     | Quintana Roo        | MMUN | CUN  | Sân bay quốc tế Cancún                                     |
| Cedros Island              | Baja California     | MMCD |      | Sân bay Isla de Cedros                                     |
| Celaya                     | Guanajuato          | MMCY | CYW  | Sân bay quốc gia Captain Rogelio Castillo                  |
| Chetumal                   | Quintana Roo        | MMCM | CTM  | Sân bay quốc tế Chetumal                                   |
| Chichén Itzá               | Yucatán             | MMCT | CZA  | Sân bay quốc tế Chichen Itza                               |
| Chihuahua                  | Chihuahua           | MMCU | CUU  | Sân bay quốc tế General Roberto Fierro Villalobos          |
| Chilpancingo               | Guerrero            | MMCH |      | Sân bay quốc gia Chilpancingo                              |
| Ciudad Acuña               | Coahuila            | MMCC | ACN  | Sân bay quốc tế Ciudad Acuña                               |
| Ciudad Altamirano          | Guerrero            |      |      | Sân bay khu vực Santa Barbara                              |
| Ciudad Constitución        | Baja California Sur | MMDA | CUA  | Sân bay Ciudad Constitución                                |
| Ciudad del Carmen          | Campeche            | MMCE | CME  | Sân bay quốc tế Ciudad del Carmen                          |
| Ciudad Mante               | Tamaulipas          | MMDM | MMC  | Sân bay quốc gia Ciudad Mante                              |
| Ciudad Juárez              | Chihuahua           | MMCS | CJS  | Sân bay quốc tế Abraham González                           |
| Ciudad Obregón             | Sonora              | MMCN | CEN  | Sân bay quốc tế Ciudad Obregón                             |
| Ciudad Victoria            | Tamaulipas          | MMCV | CVM  | Sân bay quốc tế General Pedro J. Méndez                    |
| Colima                     | Colima              | MMIA | CLQ  | Sân bay Lic. Miguel de la Madrid                           |
| Comitán                    | Chiapas             | MMCO | CJT  | Căn cứ không quân số 17 Copalar                            |
| Cozumel                    | Quintana Roo        | MMCZ | CZM  | Sân bay quốc tế Cozumel                                    |
| Cuernavaca                 | Morelos             | MMCB | CVJ  | Sân bay General Mariano Matamoros                          |
| Culiacán                   | Sinaloa             | MMCL | CUL  | Sân bay quốc tế Federal de Bachigualato                    |
| Cuajinicuilapa             | Guerrero            |      |      | Aeropuerto Nacional Ta Lo De Soto                          |
| Durango                    | Durango             | MMDO | DGO  | Sân bay quốc tế General Guadalupe Victoria                 |
| Ensenada                   | Baja California     | MMES | ESE  | Căn cứ không quân số 3 El Ciprés                           |
| Guadalajara                | Jalisco             | MMGL | GDL  | Sân bay quốc tế Guadalajara                                |
| Guasave                    | Sinaloa             |      |      | Sân bay Campo Cuatro Milpas                                |
| Guaymas                    | Sonora              | MMGM | GYM  | Sân bay quốc tế José María Yáñez                           |
| Guerrero Negro             | Baja California Sur | MMGR | GUB  | Sân bay Guerrero Negro                                     |
| Hermosillo                 | Sonora              | MMHO | HMO  | Sân bay quốc tế General Ignacio Pesqueira Garcia           |
| Huatulco                   | Oaxaca              | MMBT | HUX  | Sân bay quốc tế Bahías de Huatulco                         |
| Guadalupe Island           | Baja California     | MMGD |      | Sân bay Isla Guadalupe                                     |
| Isla María Madre           | Nayarit             |      |      | Isla María Madre Naval Air Station                         |
| Isla Mujeres               | Quintana Roo        | MMIM | ISJ  | Sân bay quốc gia Isla Mujeres                              |
| Ixtapa-Zihuatanejo         | Guerrero            | MMZH | ZIH  | Sân bay quốc tế Ixtapa-Zihuatanejo                         |
| Ixtepec                    | Oaxaca              | MMIT | IZT  | Sân bay Ixtepec                                            |
| La Paz                     | Baja California Sur | MMLP | LAP  | Sân bay quốc tế Manuel Márquez de León                     |
| Lagos de Moreno            | Jalisco             |      | LOM  | Sân bay quốc gia Francisco Primo de Verdad                 |
| Lázaro Cárdenas            | Michoacán           | MMLC | LZC  | Sân bay Lázaro Cárdenas                                    |
| León                       | Guanajuato          | MMLO | BJX  | Sân bay quốc tế Del Bajío                                  |
| Loreto                     | Baja California Sur | MMLT | LTO  | Sân bay quốc tế Loreto                                     |
| Los Cabos                  | Baja California Sur | MMSD | SJD  | Sân bay quốc tế Los Cabosl                                 |
| Los Mochis                 | Sinaloa             | MMLM | LMM  | Sân bay quốc tế Federal del Valle del Fuerte               |
| Manzanillo                 | Colima              | MMZO | ZLO  | Sân bay quốc tế Playa de Oro                               |
| Matamoros                  | Tamaulipas          | MMMA | MAM  | Sân bay quốc tế General Servando Canales                   |
| Matehuala                  | San Luis Potosí     |      |      | Sân bay quốc gia Engineer Manuel Moreno Torres             |
| Mazatlán                   | Sinaloa             | MMMZ | MZT  | Sân bay quốc tế General Rafael Buelna                      |
| Mérida                     | Yucatán             | MMMD | MID  | Sân bay quốc tế Manuel Crescencio Rejón                    |
| Mexicali                   | Baja California     | MMML | MXL  | Sân bay quốc tế General Rodolfo Sánchez Taboada            |
| Thành phố México           | Thành phố México    | MMMX | MEX  | Sân bay quốc tế Thành phố México                           |
| Greater Mexico City        | bang México         | MMSM | NLU  | Sân bay quốc tế Felipe Ángeles                             |
| Minatitlán                 | Veracruz            | MMMT | MTT  | Sân bay quốc tế Minatitlán/Coatzacoalcos                   |
| Monclova                   | Coahuila            | MMMV | LOV  | Sân bay quốc tế Venustiano Carranza                        |
| Monterrey                  | Nuevo León          | MMMY | MTY  | Sân bay quốc tế Monterrey                                  |
| Monterrey                  | Nuevo León          | MMAN | NTR  | Sân bay quốc tế Del Norte                                  |
| Morelia                    | Michoacán           | MMMM | MLM  | Sân bay quốc tế General Francisco J. Mujica                |
| Mulegé                     | Baja California Sur | MMMG | MUG  | Sân bay quốc gia Mulegé                                    |
| Navojoa                    | Sonora              | MMNV | NVJ  | Sân bay Navojoa                                            |
| Nogales                    | Sonora              | MMNG | NOG  | Sân bay quốc tế Nogales                                    |
| Nuevo Casas Grandes        | Chihuahua           | MMCG | NCG  | Sân bay thành phố Nuevo Casas Grandes                      |
| Nuevo Laredo               | Tamaulipas          | MMNL | NLD  | Sân bay quốc tế Quetzalcóatl                               |
| Oaxaca                     | Oaxaca              | MMOX | OAX  | Sân bay quốc tế Xoxocotlánt                                |
| Pachuca                    | Hidalgo             | MMPC |      | Sân bay quốc gia Ingeniero Juan Guillermo Villasana        |
| Palenque                   | Chiapas             | MMPQ | PQM  | Sân bay quốc tế Palenque                                   |
| Pie de la Cuesta           | Guerrero            | MMPD |      | Căn cứ không quân số 7 León Gonzalez Pie de la Cuesta      |
| Piedras Negras             | Coahuila            | MMPG | PDS  | Sân bay quốc tế Piedras Negras                             |
| Playa del Carmen           | Quintana Roo        |      | PCM  | Sân bay quốc gia Playa del Carmen                          |
| Poza Rica                  | Veracruz            | MMPA | PAZ  | Sân bay quốc gia El Tajín                                  |
| Puebla                     | Puebla              | MMPB | PBC  | Sân bay quốc tế Puebla                                     |
| Puerto Escondido           | Oaxaca              | MMPS | PXM  | Sân bay quốc tế Puerto Escondido                           |
| Puerto Peñasco             | Sonora              | MMPE | PPE  | Sân bay quốc tế Puerto Peñasco                             |
| Puerto Vallarta            | Jalisco             | MMPR | PVR  | Sân bay quốc tế Licenciado Gustavo Díaz Ordaz              |
| Querétaro                  | Querétaro           | MMQT | QRO  | Sân bay quốc tế Querétaro                                  |
| Querétaro                  | Querétaro           |      |      | Sân bay quốc tế Ing. Fernando Espinoza Gutiérrez (đã đóng) |
| Reynosa                    | Tamaulipas          | MMRX | REX  | Sân bay quốc tế General Lucio Blanco                       |
| Salina Cruz                | Oaxaca              | MMSZ | SCX  | Trạm hàng không Salina Cruz Naval                          |
| Saltillo                   | Coahuila            | MMIO | SLW  | Sân bay quốc tế Plan de Guadalupe                          |
| San Cristóbal de las Casas | Chiapas             | MMSC | SZT  | Sân bay quốc gia San Cristóbal de las Casas (đã đóng)      |
| San Felipe                 | Baja California     | MMSF | SFH  | Sân bay quốc tế San Felipe                                 |
| San Luis Potosí            | San Luis Potosí     | MMSP | SLP  | Sân bay quốc tế Ponciano Arriaga                           |
| San Luis Río Colorado      | Sonora              |      | UAC  | Sân bay San Luis Río Colorado                              |
| Santa Rosalía              | Baja California Sur |      | SRL  | Sân bay Palo Verde                                         |
| Tampico                    | Tamaulipas          | MMTM | TAM  | Sân bay quốc tế General Francisco Javier Mina              |
| Tamuín                     | San Luis Potosí     | MMTN | TSL  | Sân bay quốc gia Tamuín                                    |
| Tapachula                  | Chiapas             | MMTP | TAP  | Sân bay quốc tế Tapachula                                  |
| Teacapan                   | Sinaloa             |      |      | Trạm hàng không Teacapan Naval                             |
| Tehuacán                   | Puebla              | MMHC | TCN  | Sân bay quốc gia Tehuacán                                  |
| Tepic                      | Nayarit             | MMEP | TPQ  | Sân bay quốc gia Amado Nervo                               |
| Tijuana                    | Baja California     | MMTJ | TIJ  | Sân bay quốc tế Tijuana                                    |
| Tizimín                    | Yucatán             |      | TZM  | Sân bay quốc gia Cupul                                     |
| Toluca                     | Bang México         | MMTO | TLC  | Sân bay quốc tế Toluca                                     |
| Torreón                    | Coahuila            | MMTC | TRC  | Sân bay quốc tế Francisco Sarabia                          |
| Tulum                      | Quintana Roo        | MMTU | TUY  | Trạm hàng không Tulum Naval                                |
| Tuxpan                     | Jalisco             | MMTX |      | Sân bay quốc gia Zapotiltic                                |
| Tuxtla Gutiérrez           | Chiapas             | MMTG | TGZ  | Sân bay quốc tế Angel Albino Corzo                         |
| Tuxtla Gutiérrez           | Chiapas             | MMTB | TGM  | Căn cứ không quân số 6 Terán                               |
| Uruapan                    | Michoacán           | MMPN | UPN  | Sân bay quốc tế Uruapan                                    |
| Veracruz                   | Veracruz            | MMVR | VER  | Sân bay quốc tế General Heriberto Jara                     |
| Villahermosa               | Tabasco             | MMVA | VSA  | Sân bay quốc tế Carlos Rovirosa Pérez                      |
| Xalapa                     | Veracruz            | MMJA | JAL  | Sân bay El Lencero                                         |
| Zacatecas                  | Zacatecas           | MMZC | ZCL  | Sân bay quốc tế General Leobardo C. Ruiz                   |
| Zamora                     | Michoacán           | MMZM | ZMM  | Sân bay quốc gia Zamora                                    |
| Zapopan                    | Jalisco             | MMZP |      | Căn cứ không quân số 5 Zapopan                             |